# V cizí kůži
V cizí kůži (orig. The Change-Up) je americká filmová komedie režiséra Davida Dobkina z roku 2011 v hlavních rolích s Ryanem Reynoldsem a Jasonem Batemanem.

## Děj
Dave Lockwood a Mitch Planko jsou dobří přátelé, kteří ale vzájemně žárlí na svůj styl života. Zatímco Dave je ženatý právník s dětmi, Mitch je herec, který má sex s různými ženami. Jednou spolu opilí močí o fontány a oba si přejí, aby prožívali život toho druhého. Následující ráno si uvědomí, že si prohodili těla. Vrátí se k fontáně, aby si přáli vše vrátit, ale ta byla mezitím odvezena kvůli restaurování. Souhlasí tedy, že si prohodí životy, než se fontána vrátí.
Když Mitch přijede do Daveovi kanceláře, seznámí se s jeho atraktivní asistentkou Sabrinou McKayovou. Mitchova neprofesionalita a neznalost práva zhatí důležitou fúzi. Dave zase na Mitchově natáčení zjistí, že se jedná o porno. Dave se pak rozhodné své manželce Jamie říct pravdu, ale ta mu nevěří. Dave dá pak Mitchovi rady, jak se chovat profesionálně a Mitch domluví Daveovi rande se Sabrinou, která se mu líbí.
Po rozhovoru s otcem se Mitch rozhodne plnit veškeré každodenní úkoly Daveova života - nakupuje, dělá rozhodnutí ve firmě a vychovává děti, se kterými se sblíží. Jednou večer s ním chce mít Jamie sex, ale Mitch kvůli provinění nedosáhne erekce. Dave se rozhodne vzít si den volna. Večer zavolá Michovi, aby mu dal rady na rande se Sabrinou. Mitch ho naučí chovat se jako on a oholí mu pubické ochlupení. Se Sabrinou se sejde v restauraci. Ačkoli se s ním původně sešla jen proto, že jí to řekl "Dave", sblíží se a nechají si udělat tetování.
"Dave" se zeptá Jamie, proč nebyl Mitch pozvaný na jejich večírek k výročí a ta mu řekne, že on sám to nechtěl, protože se obával, že večírek zničí svým obvyklým chováním. Dave mezitím zjistí, kam byla přemístěna fontána. Když se sejde s Mitchem, tak si ale jen řeknou, že chtějí zůstat tak, jak jsou.
Následující den Mitch riskantní taktikou úspěšně zařídí firemní fúzi. Mitch a Daveova rodina pak jdou na oslavu Daveova povýšení na partnera firmy. Jamie si ale dělá starosti s tím, že Dave nebude nikdy opravdu šťastný. Mezitím má Dave možnost mít sex se Sabrinou, ale když se u něj svlékne, všimne si, že Sabrina má tetování motýlů, které má ráda jeho dcera. Pak odejde na večírek svého povýšení, kde políbí Jamie. Té tak dojde, že "Mitch" je ve skutečnosti Dave. Dave a Mitch se pak vydají k fontáně. Zjistí ale, že je umístěna uprostřed nákupní galerie plné lidí. Rozhodnou se tam i tak vymočit, ale Mitch zjistí, že se stydí to udělat na veřejnosti, zvlášť, když si toho začnou všímat lidé. Dave mu ale pomůže se zrelaxovat, a tak se nakonec vymočí. Přání ale nefunguje. Ochranka je chce zadržet, ale v galerii zhasnou světla a oni utečou.
V epilogu je zobrazen Dave šťastný se svou rodinou. Mitch se zase probudí vedle Sabriny, se kterou snídá a nevšimne si, že tetování, která mu nechal Dave udělat zobrazuje Daveův obličej s nápisem "Miluju Davea". Mitch se pak účastní i Daveovy oslavy výročí.

## Obsazení
| Ryan Reynolds    | Mitchell "Mitch" Planko, Jr./David "Dave" Lockwood |
| Jason Bateman    | David "Dave" Lockwood/Mitchell "Mitch" Planko, Jr. |
| Leslie Mann      | Jamie Lockwoodová                                  |
| Olivia Wildeová  | Sabrina McKayová                                   |
| Alan Arkin       | Mitchell "Mitch" Planko, Sr.                       |
| Mircea Monroe    | Tatiana, Mitchova přítelkyně-nymfomanka            |
| Gregory Itzin    | Flemming Steel, Daveův šéf                         |
| Ned Schmidtke    | Theodore "Teddy" "Ted" Norton                      |
| Dax Griffin      | Goon                                               |
| Craig Bierko     | Valtan                                             |
| Taaffe O'Connell | Mona                                               |
| TJ Hassan        | Kato                                               |

## Výroba
Film se natáčel v Atlantě od října 2010 do ledna 2011 a také se tam odehrává. Ačkoli se snímek odehrává v létě, tak výroba pokračovala i během sněhových bouří, které ochromily město. Reynolds Atlantu vychvaloval v The Tonight Show with Jay Leno, ale kvůli několika incidentům během natáčení žertovně poznamenal, že si myslel, že se jej "snaží zabít". Olivia Wildeová zase v interview přiznala, že se odmítla ukázat ve filmu nahá. Kvůli tomu byla pro některé scény použita náhradnice.

## Ohlas
Během prvního víkendu po uvedení film utržil ve Spojených státech asi 13,5 milionů dolarů a skončil tak na čtvrtém místě po snímcích Zrození Planety opic, Černobílý svět a Nezvratný osud 5. Celkové domácí tržby činily přes 37 milionů dolarů a zahraniční dalších více než 38 milionů dolarů.
Agregátor filmových recenzí Rotten Tomatoes dává na základě 147 recenzí snímku hodnocení 25%. Server k filmu uvádí: "Je tam jistá dávka humoru, když se díváte na Batemana a Reynoldse, jak hrají protikladné typy, ale není to dost, aby to V cizí kůži přeneslo přes hrubý humor a stereotypní zápletku." Podobný server Metacritic film ohodnotil na základě 35 recenzí 39 body ze 100, což naznačuje převážně nepříznivé kritiky. Britský The Daily Telegraph označil snímek za jeden z 10 nejhorších filmů roku 2011, k čemuž poznamenává: "Ryan Reynolds a Jason Bateman mají schopnosti, šarm, načasování – všechno, jen ne ten pravý scénář."